# Marco Bueno
Marco Antonio Bueno Ontiveros (n. Culiacán, Sinaloa; 31 de marzo de 1994) es un exfutbolista mexicano que se desempeñaba en la posición de delantero actualmente juega en el Olimpo United de la Kings League Américas.

## Carrera

### Club de Fútbol Pachuca y Club León
Inició en las fuerzas básicas del Pachuca a los 13 años, y a los 17 fue cedido al club León. Después de su participación en el Mundial Sub-17 celebrado en México, país que ganó el certamen, el Liverpool Football Club, equipo que juega en la Barclays Premier League de Inglaterra, le solicitó a Marco Bueno someterse a 10 días de prueba en Inglaterra con el fin de quedarse en el plantel. Tras ser observado por el director de la Academia, Frank McParland, el director deportivo del Club, Damien Comolli y Kenny Dalglish, técnico del primer equipo, se tomó la determinación de que el mexicano volviera a su tierra con la promesa de probarse, una vez más, con los Reds en enero del siguiente año.próximo debido, según su representante, a que es menor de edad.
Al finalizar el Torneo Apertura 2010, Bueno fue llevado al Club León para el Clausura 2011, a la Liga de Ascenso. Debutó el 30 de julio de 2011 ante el Club Tijuana.
En el Clausura 2012, Bueno jugó dos minutos en el empate a 0 frente al Santos Laguna en la jornada 1. La fecha siguiente, Bueno debutó como goleador en la institución tras marcar dos goles en la victoria de 3 goles a uno sobre el Puebla en la jornada 2. Entró de cambio contra Querétaro en la jornada 4, donde jugó los siete minutos finales del encuentro. En la quinta fecha, entró de cambio nuevamente y anotó el tercer gol de su equipo en la victoria de 4-3 sobre el Toluca. En la sexta jornada entró de cambio en el segundo tiempo en el partido contra Estudiantes. Todos sus partidos los ha jugado con el dorsal "84".
En posteriores torneos encontró más regularidad, siendo nombrado novato del año del Clausura 2012, por sus buenas actuaciones en dicho torneo. Con la llegada al mando tuzo del técnico Gabriel Caballero inicia siendo titular contra Atlante pero sale de cambio al segundo tiempo, en esa tarde los tuzos vencieron 2 - 0 a los blaugranas. Aun con pocos minutos y sin lograr calificar a liguilla Bueno es llamado al Premundial de la Concacaf sub-20, y anota en su último juego del torneo con Pachuca en la derrota 2 - 1 ante Jaguares.
Marco Bueno hace su debut el 8 de octubre de 2011, contra el equipo de Jaguares de Chiapas entrando de cambio al minuto 83, remplazando a Mauro Cejas en la Jornada 12 del Apertura 2011.

### Estudiantes Tecos
Para el torneo Clausura 2014, Bueno fue prestado a Estudiantes Tecos, equipo de la Liga de Ascenso, donde logra ser un jugador importante para conseguir el campeonato y meter 8 goles en ese torneo.

### Deportivo Toluca Fútbol Club
Al iniciar el Torneo Apertura 2014, Bueno fue enviado a Préstamo con opción a compra por el Deportivo Toluca Fútbol Club, por petición de José Saturnino Cardozo, técnico del Toluca, solamente jugando 14 partidos y metiendo 4 goles, en esta etapa es convocado a la selección mayor, para un partido amistoso contra Estados Unidos.

### Club León (2.ª etapa)
Al finalizar el Clausura 2015, el Toluca no hizo válida la compra y el jugador volvió al Club León, donde vivirá su segunda etapa, siendo el primer refuerzo de cara al Apertura 2015.

### Club Deportivo Guadalajara
El 25 de mayo de 2016, Marco Bueno fue anunciado como primer refuerzo de Chivas, metiendo 2 goles y 4 asistencias en 9 partidos de liga. 

### Club de Fútbol Monterrey
El 3 de diciembre de 2016, Marco Bueno fue anunciado como uno de los refuerzos del Monterrey, de cara al Clausura 2017, en calidad de compra definitiva por 4 millones de dólares al Club León  luego de un discreto paso por Chivas.

### Helsingin Jalkapalloklubi
Tras quedarse sin equipo, luego de su corta aventura en el Everton de Viña del Mar, el delantero mexicano, decide probar suerte en el H. J. K. Helsinki, el club más ganador del fútbol de Finlandia.

### Club Deportivo Oriente Petrolero
Bueno cambió el fútbol finlandés por el boliviano, pues, fue transferido oficialmente al Club Deportivo Oriente Petrolero el 24 de diciembre de 2019.

### Fútbol 7
En febrero de 2024 se incorporó al Olimpo United de la Américas Kings League, una liga profesional de fútbol 7.

## Clubes
| Club                         | País      | Año     |
| ---------------------------- | --------- | ------- |
| Club León                    | México    | 2011    |
| Club de Fútbol Pachuca       | México    | 2011-13 |
| Tecos Fútbol Club            | México    | 2014    |
| Deportivo Toluca Fútbol Club | México    | 2014-15 |
| Club León                    | México    | 2015-16 |
| Club Deportivo Guadalajara   | México    | 2016    |
| Club de Fútbol Monterrey     | México    | 2017    |
| Everton                      | Chile     | 2018-19 |
| HJK Helsinki                 | Finlandia | 2019    |
| Oriente Petrolero            | Bolivia   | 2020    |
| Comunicaciones FC            | Guatemala | 2021    |

## Selección nacional
Bueno fue campeón de la Copa Mundial de Fútbol Sub-17 de 2011 celebrada en México, haciendo así historia con la selección de fútbol sub-17 de México. Compitió después en la Copa Mundial de Fútbol Sub-20 de 2013 en Turquía, donde anotó un gol en el triunfo de México 4 a 1 ante Malí en la fase de grupos.
Participó en el Preolímpico de Concacaf de 2015, en el cual anotó dos goles en la victoria 4-0 ante Costa Rica.
Tras buenas actuaciones en Toluca, fue convocado por el técnico Miguel Herrera para jugar un partido amistoso contra Estados Unidos. Debutó así con la selección mayor el 15 de abril de 2015, entrando de cambio por Luis Montes en la derrota 2-0 ante sus rivales estadounidenses.
Su última experiencia representando internacionalmente a su país fue durante los Juegos Olímpicos de Río de Janeiro 2016.

### Selección absoluta
| Club               | País   | PJ | Goles | Periodo |
| ------------------ | ------ | -- | ----- | ------- |
| Selección Mexicana | México | 1  | 0     | 2015    |

### Preolímpico
| Copa                            | Sede           | Resultado |
| ------------------------------- | -------------- | --------- |
| Preolímpico de Concacaf de 2015 | Estados Unidos | Campeón   |

### Juegos Olímpicos
| Torneo                   | Sede   | Resultado      | Partidos | Goles |
| ------------------------ | ------ | -------------- | -------- | ----- |
| Juegos Olímpicos de 2016 | Brasil | Fase de grupos | 3        | 0     |

## Palmarés

### Campeonatos nacionales
| Título       | Club              | País           | Año  |
| ------------ | ----------------- | -------------- | ---- |
| Ascenso MX   | Estudiantes Tecos | México         | 2014 |
| Supercopa MX | Guadalajara       | Estados Unidos | 2016 |
| Copa MX      | Monterrey         | México         | 2017 |

### Campeonatos internacionales
| Título                           | Club                | País              | Año  |  |
| -------------------------------- | ------------------- | ----------------- | ---- |  |
| Copa Mundial de Fútbol Sub-17    | Selección mexicana  | México            | 2011 |  |
| Torneo Lev Yashin                | Selección mexicana  | Rusia             | 2012 |  |
| Copa Milk                        | Selección mexicana  | Irlanda del Norte | 2012 |  |
| Campeonato Sub-20 de la Concacaf | Selección mexicana  | México            | 2013 |  |
| Liga Concacaf                    | Comunicaciones F.C. | Guatemala         | 2021 |  |

### Distinciones individuales
| Distinción                                            | Año  |
| ----------------------------------------------------- | ---- |
| Balón de Oro como el novato del torneo Clausura 2012. | 2012 |